# Луцій Корнелій Сулла (батько диктатора)
Луцій Корнелій Сулла (*Lucius Cornelius Sulla, приб. 180 до н. е. — бл. 122 до н. е.) — давньоримський аристократ часів Римської республіки. Існує гіпотеза, що він був претором і після цього був намісником Азії.[джерело?]

## Життєпис
Походив з патрциіанського роду Корнеліїв. Син Публія Корнелія Сулли, претора 186 року до н. е. Не брав участі у політичному житті. Був двічі одружений: від першого шлюбу мав сина Луція, згодом диктатора, і доньку Корнелію, від іншого шлюбу — сина Публія. Був дуже небагатий.

## Родина
1. Дружина (ім'я невідоме)
Діти:
- Корнелія
- Луцій Корнелій Сулла, знаменитий диктатор

2. Дружина (ім'я невідоме)
Діти:
- Публій Корнелій Сулла